# أندريه أوبرفيل
أندريه أوبرفيل (1897-1982) (بالإنجليزية: André Aubréville)‏ هو عالم نبات فرنسي.